# Max Schreck
Friedrich Gustav Maximilian "Max" Schreck (født 6. september 1879 i Berlin, død 20. februar 1936 i München) er en tysk skuespiller, primært kendt for sin rolle som grev Orlok i stumfilmen Nosferatu fra 1922.
Max Schreck blev spillet af Willem Dafoe i E. Elias Merhiges film Shadow of the Vampire fra 2000, som er en fiktionaliseret beretning af optagelserne af Nosferatu.

## Udvalgt filmografi
- Der Richter von Zalamea (1920)
- Der Roman der Christine von Herre (1921)
- Nosferatu (1922)
- Nathan der Weise (1922)
- Der Kaufmann von Venedig (1923)
- Der rosa Diamant (1926)
- Doña Juana (1927)
- Am Rande der Welt (1927)
- Die Republik der Backfische (1928)
- Wolga-Wolga (1928)
- Der Kampf der Tertia (1929)
- Ludwig der Zweite, König von Bayern (1929)
- Das Land des Lächelns (1930)
- Die verkaufte Braut (1932)
- Ein Mann mit Herz (1932)
- Boo! (1932)
- Det forelskede Hotel (1933)
- Tunnelen (1933)
- Kærlighedens Knock-out (1935)
- Den glade Svindel (1936)